# Nicholas Shepherd-Barron
Nicholas Ian „Nick“ Shepherd-Barron (* 17. März 1955) ist ein britischer Mathematiker, der sich mit algebraischer Geometrie und Zahlentheorie beschäftigt.
Shepherd-Barron wurde 1981 bei Miles Reid an der University of Warwick promoviert (Some Questions on Singularities in Two and Three Dimensions). Er ist Professor für algebraische Geometrie an der Universität Cambridge und Fellow des Trinity College (seit 1990).
Shepherd-Barron arbeitete anfangs im Umfeld des Mori-Programms (birationale Klassifikation von dreidimensionalen algebraischen Varietäten von Shigefumi Mori), Singularitäten von 3-Varietäten und war am Programm der Erweiterung der Klassifikation algebraischer Varietäten auf höhere Dimensionen beteiligt.
Mit Richard Taylor arbeitete er über Galoisdarstellungen in der Zahlentheorie und war er 2008 an einem  Beweis der Sato-Tate-Vermutung in speziellen Fällen beteiligt.
2006 wurde er Fellow der Royal Society.
Er ist der Sohn des schottischen Erfinders John Shepherd-Barron (1925–2010), der bei De La Rue Instruments in den 1960er Jahren die ersten Bankautomaten entwickelte.